# Pietrzykowo (województwo pomorskie)
Pietrzykowo (kaszub. Wieldżé Pietrzëkòwa lub też Pietrzëkòwa, Wieldżé Pietrzëkòwë, Wieldżé Pietrzëchòwë, niem. Groß Peterkau) – stara wieś kaszubska w Polsce położona w województwie pomorskim, w powiecie człuchowskim, w gminie Koczała. Wieś jest siedzibą sołectwa Pietrzykowo, w którego skład wchodzi również miejscowość Pietrzykówko.
W latach 1975–1998 miejscowość administracyjnie należała do województwa słupskiego.

## Zabytki
Według rejestru zabytków NID na listę zabytków wpisany jest szachulcowy kościół ewangelicki, obecnie rzymskokatolicki filialny pw. św. Andrzeja Boboli, 1617, XVIII-XIX w., nr rej.: A-101/424 z 18.03.1965.